# آنتونیو پنارلا
آنتونیو پنارلا (ایتالیایی: Antonio Pennarella؛ ‏ ۲۷ مهٔ ۱۹۶۰ – ۲۴ اوت ۲۰۱۸) بازیگر اهل ایتالیا بود.
از فیلم‌ها یا برنامه‌های تلویزیونی که وی در آن نقش داشته‌است، می‌توان به جایی در آفتاب و زندگی‌های به فنا رفته اشاره کرد.